# Gonomyia (Gonomyia) luteipleura
Gonomyia (Gonomyia) luteipleura is een tweevleugelige uit de familie steltmuggen (Limoniidae). De soort komt voor in het Palearctisch gebied.